# Литваки
Литваки (від їд. ליטוואַק — Літвак або літвек) — територіально-лінгвістична підгрупа ашкеназьких євреїв та історично пов'язана з ними ортодоксальна течія в юдаїзмі. Наразі, здебільшого проживають у США та Ізраїлі.

## Відмінні особливості

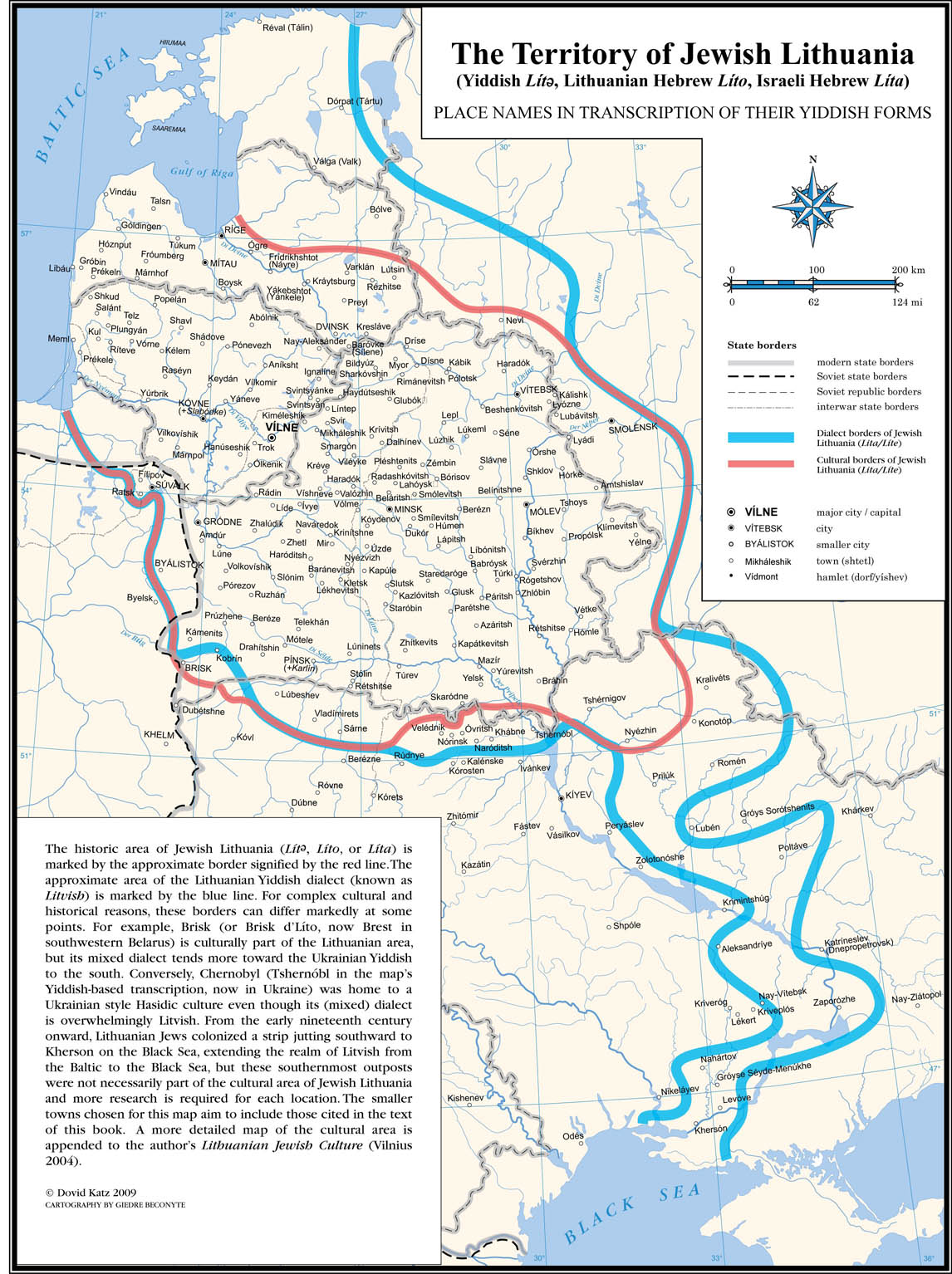
Історичний ареал литваків

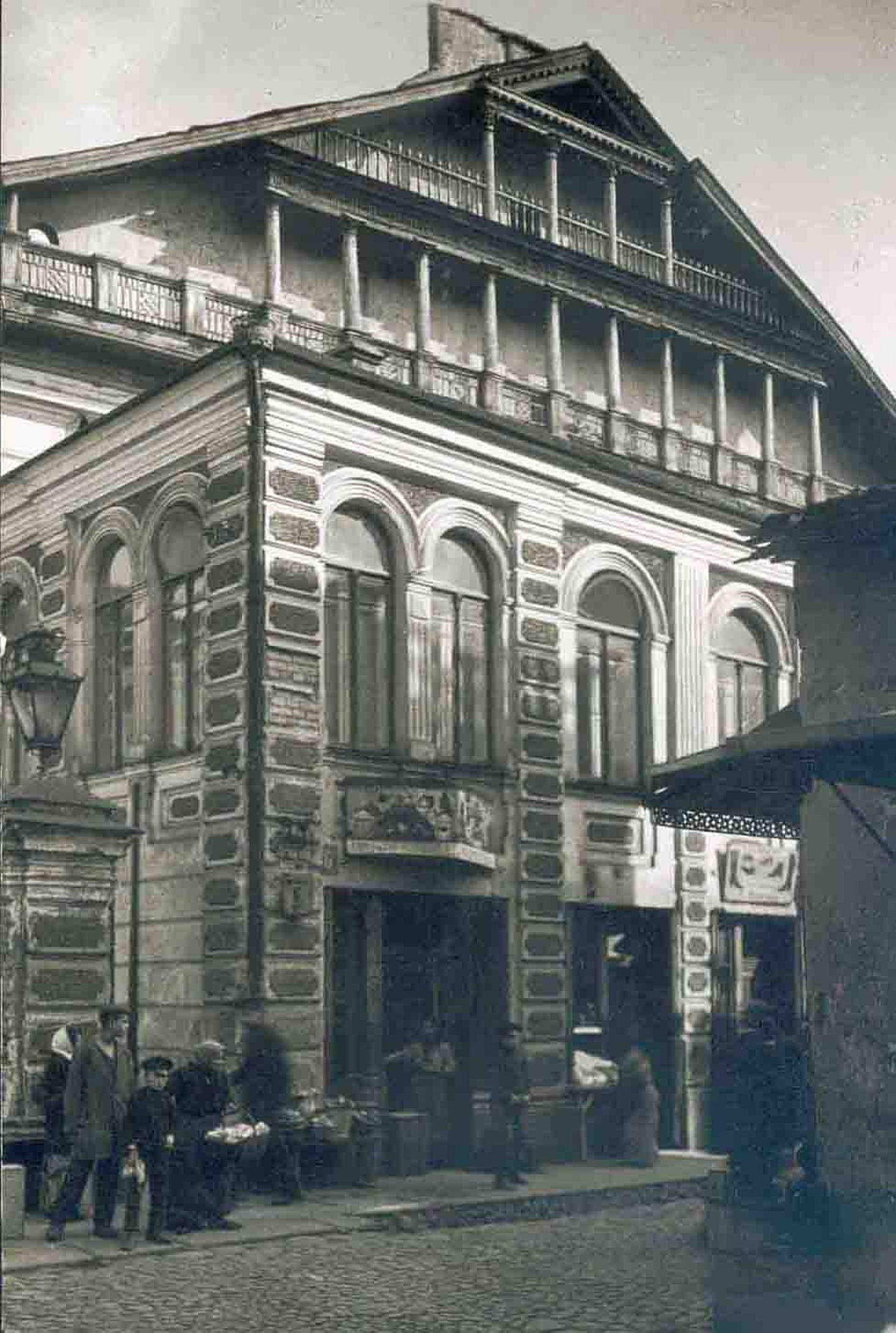
Віленська синагога у 1934 р.

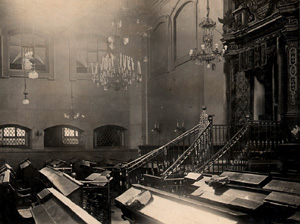
Інтер'єр віленської синагоги. The Holy Ark of the Great Synagogue in Vilna.

### Мова
Литваки як територіально-лінгвістична підгрупа ашкеназських євреїв були носіями північно-східного діалекту їдишу, в розмовній мові звичайно іменованого «литовським» (їд. ליטוויש, літвіш). Цей діалект був історично поширений на території більшої частини сучасної Білорусі, Литви, Латвії, України деяких прилеглих районах Росії та Польщі. Це поширення північно-східного діалекту їдишу в єврейських джерелах відповідно іменується «Литвою» (їд. ליטע, літе), а його символічна столиця — Вільно. Як етнолінгвістична підгрупа, євреї-літваки крім власного діалекту їдишу володіли також деякими особливостями традиційної кухні, певними релігійними та культурними відмінностями.

## Історія

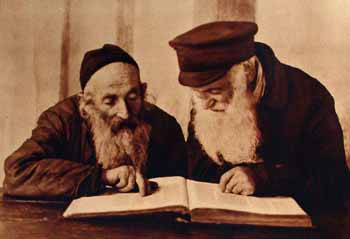
Пінські євреї читають Мішну. Фрагмент фотопраці «Пінські портрети»

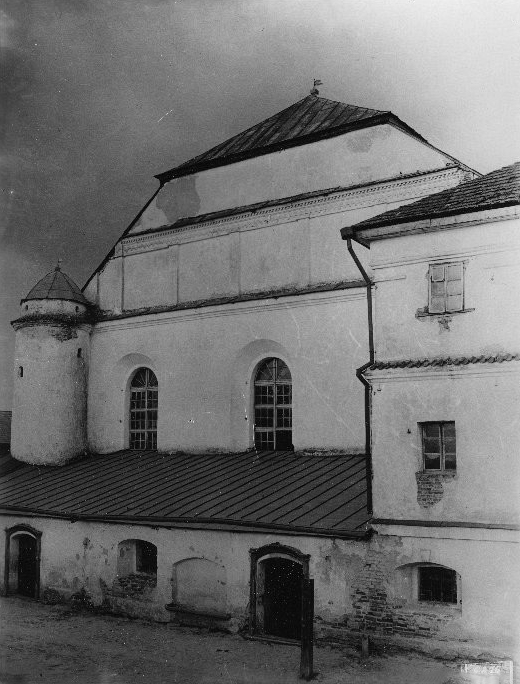
Пінськ (Pinsk), синагога

Столінська синагога. Поч. ХХ ст.

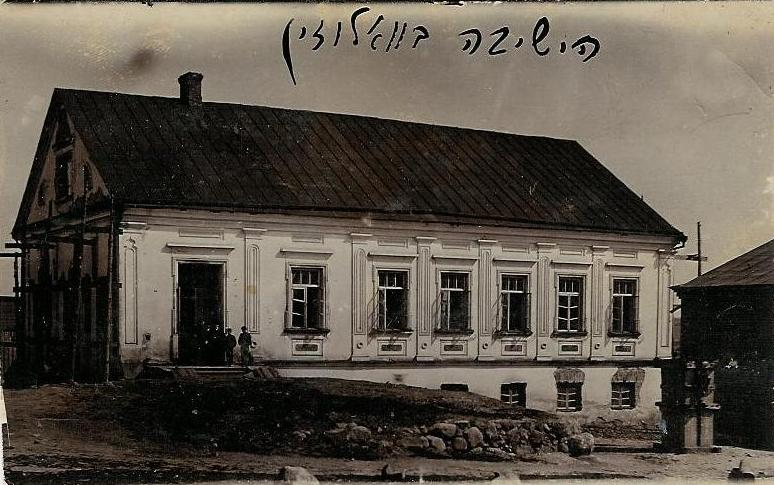
. Білорусь

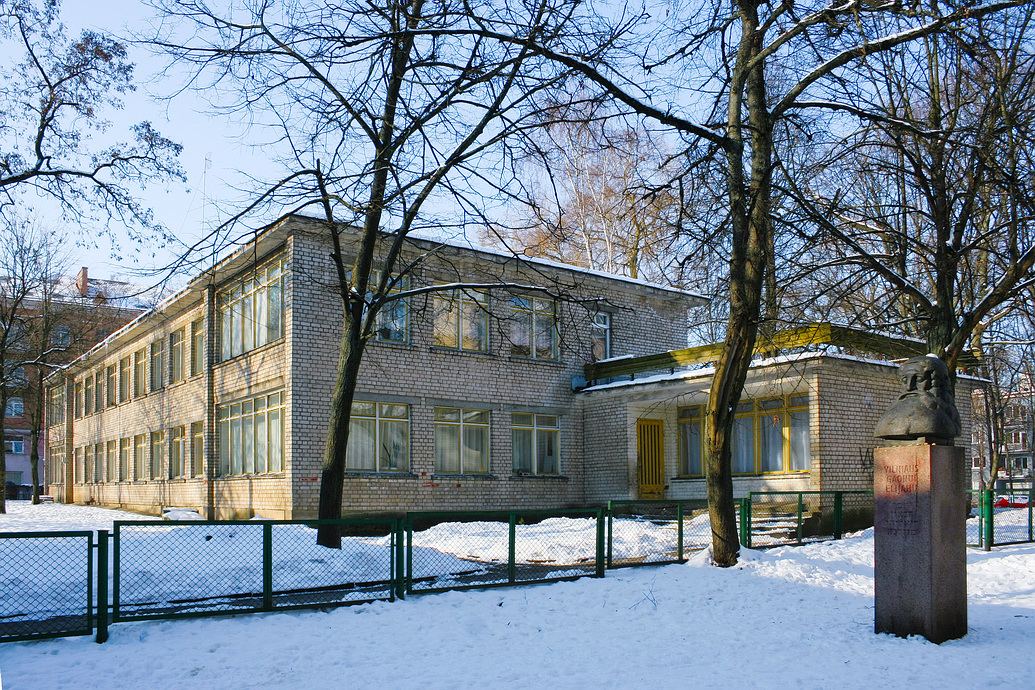
Будівля початкової школи на місці старої синагоги. На передньому плані — пам'ятник Віленському Гаону

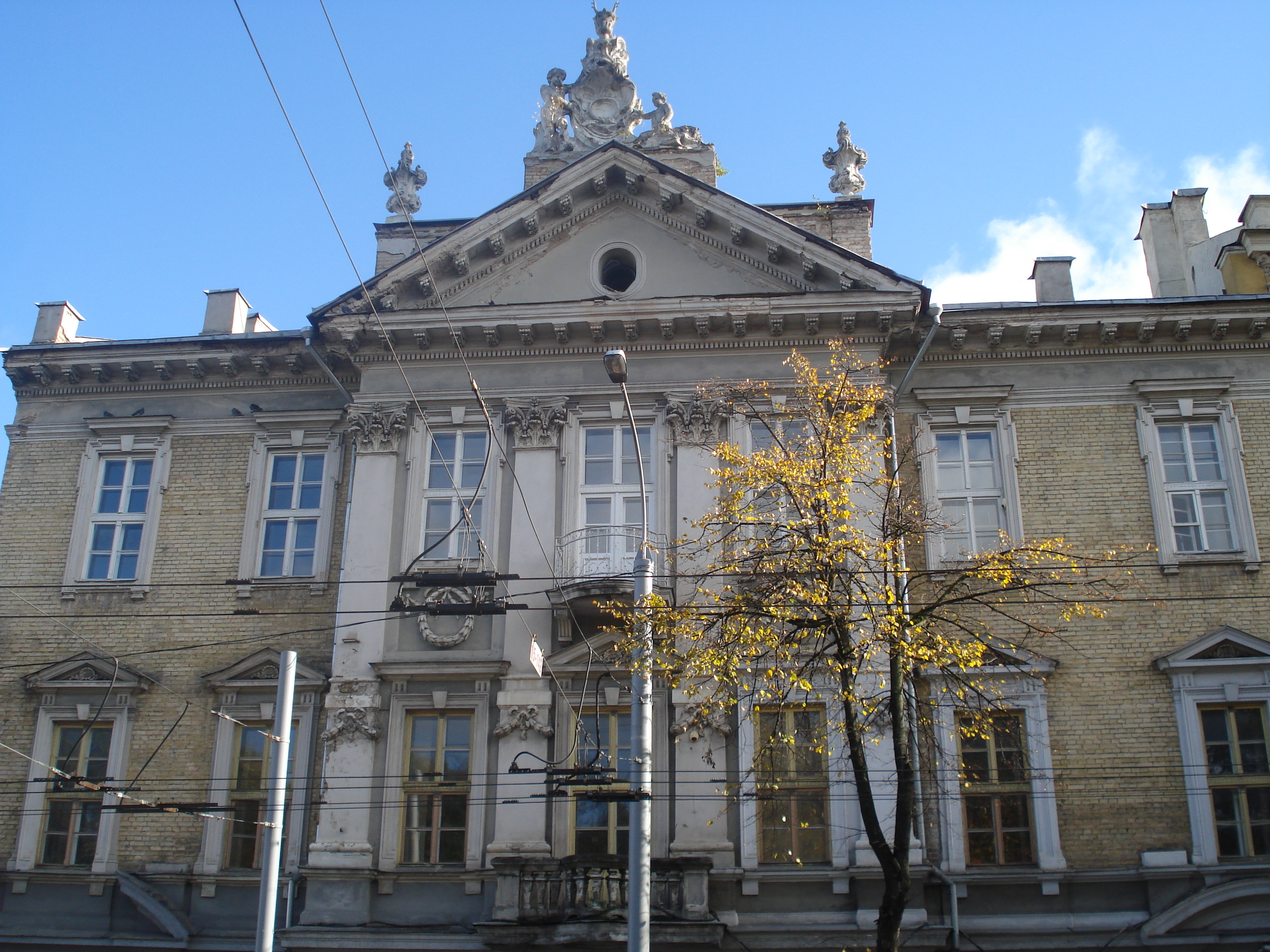
Державний єврейський музей Віленського Гаона у Вільнюсі

Назва «литвак» спочатку походить від слов'янського назви Литовської держави — Литва. Литваками називали тих євреїв, які прибули з Німеччини, Чехії, Польщі, осіли і глибоко вкоренилися в білоруських і литовських, українських регіонах Великого князівства Литовського. Поступово з прибульців розвивався і формувався єдиний тип євреїв зі своєрідним релігійним і життєвим укладом. Такий тип набув характерних рис, які в історії позначені як «Нусах Літі» (побут, спосіб, манера Литви). Євреїв з Литви за цими ознаками стали називати «шейвет літвакес» (з їдишу — «плем'я, коліно Літваков»). Найважливішими причинами, що сприяли появі та стрімкому розвитку «шейвет літвакес» були, на думку С. М. Дубнова і С.Атамука:
1) Гостра потреба Великого Князівства Литовського у досвідчених торговцях, фінансистах, ремісниках. В середині XIV ст. Великий князь Литовський Гядімінас запросив таких людей оселитися і розвивати господарську діяльність на приналежних йому землях. Він дуже толерантно ставився до таких людей, надаючи їм різноманітні привілеї та послаблення. Зважаючи ж на сильний релігійний тиск на євреїв у Західній Європі та їх поступове просування на Схід, велика країна, яка потребувала євреїв та могла їх захистити, виглядала дуже привабливо.
2) Широка національно-релігійна автономія, правовий захист з боку держави, багатогранні можливості брати участь в господарському житті держави, які були надані євреям Вітовтом Великим (1350—1430) і його послідовниками в привілеї 1388—1389 рр.
3) Подальше стрімке зростання і розширення єврейських громад, різноманітність їх діяльності.
4) Створення наприкінці XVI ст., їх подальша активна діяльність комітету єврейських громад в Польщі, в якому також брали участь і представники литовських громад, а пізніше, в 1623—1764 рр., — створення власного польсько-литовського комітету громад (Ваад чотирьох земель), який міг гідно представляти та захищати їх інтереси.
У XVII—XVIII ст. все більше євреїв осідає в етнографічних межах Литви, де вони стають певною рушійної силою, яка піднімає міське господарство, торгівлю, ремесло, що, природно, сприяє зростанню і розвитку старих і нових міст і містечок. Із плином часу духовний центр Литваків все помітніше переходить від Бреста до Вільнюсу — столиці Великого князівства Литовського. У Вільнюсі зростає єврейська громада, а в ній — кількість релігійних вчених.
Євреї в Речі Посполитої були прирівняні до стану, нарівні з монахами, міщанами та селянам, а отже, отримали певну власну станову автономію. Це дало їм правову основу жити серед християнського населення в своїх кварталах і мати своє самоврядування, що спирається на «єврейське право». Дана система та діяльність органів єврейської автономії та самоврядування створили для єврейського народу поле для їх власної політичної і громадської діяльності, дали йому можливість сформувати авторитетну національну адміністрацію на чолі з великими особистостями, талановитими організаторами релігійної, соціально-громадського, мистецькому життя всередині громади.
Яскравим представником такої адміністрації є Віленський Гаон|Віленський Гаон Еліяг бен Залман (1720—1797). Він став широко визнаним знавцем і коментатором Тори і Талмуда в новий час, піонером запровадження нових, раціональних шляхів вивчення і глибокого засвоєння священних книг. Про нього сказано: «Гаон ширше розкрив ворота Талмуда і Танаха». Гаон приділяв велику увагу світських наук і закликав опановувати їх. Зараз використовувана система єшив та релігійної освіті ашкеназського єврейства належить його авторству.
З кінця XVIII в. (1792—1795) територія Литви увійшла до складу Російської імперії. Єврейське життя у ній було обмежене й литовськими, білоруськими, українськими губерніями, так званою, «смугою осілості». Цю обмежену територію з декількома мільйонами єврейського населення називали також «Ідішланд» («країна євреїв»). У Російській імперії поняття «Литвак» означало особливий спосіб життя, навчання, мислення. Всі хлопчики з 6 до 13 років повинні були вчитися в хедері. Старші вчилися в ешіботах. Майже вся молодь і чоловіки були грамотні.
```
Ядро литовської релігійної та соціального життя
 
— литовські єшива|єшиви, основа організованої  освіти у тогочасному єврейському світі
 
— не ставили перед собою завдання після декількох років навчання обов'язково зробити всіх учнів рабинами. Навчання, на їхню думку була це творчим процесом, який повинен був перетворитися в ступені до найвищих вершин знання і розуміння досягнень людського розуму.
```

З середини XIX століття послідовниками Віленського Гаона („ha’Gaon mi’Vilna”) була розвинена власна система релігійної освіти, центрами якої стали єшиви Міра, Воложина і Поневежа, звані звичайно єшивами литовського напрямку. Вже на початку XX століття філії цих навчальних закладів почали з'являтися в Америці, а після руйнування традиційних центрів релігійної освіти литовських євреїв і самі єшиви були відтворені в США (штатах Нью-Йорк та Нью-Джерсі) і Ізраїлі (Єрусалим та Бней-Брак). Ці єшиви об'єднує традиційна литовська методика навчання, розроблена наприкінці XIX — початку XX століття.
Найбільші литовські громади знаходяться в самому Вільнюсі, в Москві (об'єднати навколо єшиви «Торат Хаїм» і Московської хоральної синагоги) і в Одесі («Тіква-Ор Самеах»).

## Пов'язані прізвища
Ашкеназське прізвище Літвак (варіант: Літваков) звичайно надавалося носіям північно-східного єврейського діалекту, які жили поза його історичним ареалом, наприклад в Україні.